# PGC 2306580
LEDA/PGC 2306580 ist eine Galaxie im Sternbild Andromeda am Nordsternhimmel. Sie ist schätzungsweise 1,5 Milliarden Lichtjahre von der Milchstraße entfernt und hat einen Durchmesser von etwa 270.000 Lichtjahren.
Im selben Himmelsareal befinden sich unter anderem die Galaxien IC 65, PGC 3528, PGC 3603, PGC 2305004.